# Nubaraschen
Nubaraschen (armenisch Նուբարաշեն) ist ein Distrikt von Jerewan, der Hauptstadt der Republik Armenien. Er umfasst eine Fläche von 18 km² und hatte 2011 eine Einwohnerzahl von 9561. Nubaraschen ist der südlichste Stadtbezirk, grenzt an die Distrikte Schengawit und Erebuni, sowie an die Provinz Ararat.
Der Distrikt wurde als Siedlung offiziell im Jahr 1932 gegründet, 1938 in Sowjetaschen (Սովետաշեն) umbenannt, 1989 wieder in Nubaraschen rückbenannt und 1996 als Distrikt in die Stadt Jerewan eingemeindet.
In Nubaraschen befinden sich u. a. die Kirche „Heilige Märtyrer“, verschiedene Schulen und eine Militärbasis.

## Persönlichkeiten
- Parujr Hajrikjan (* 1949), armenischer Politiker und ehemaliger sowjetischer Dissident

## Galerie

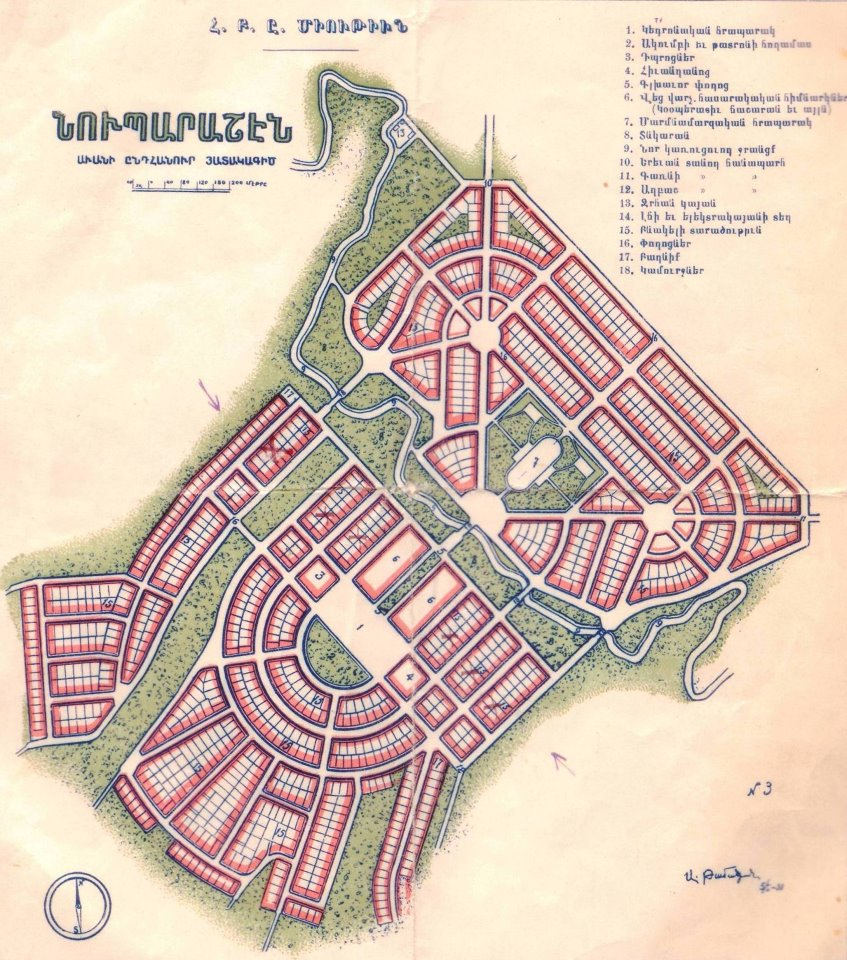
Alexander Tamanjans Plan der Siedlung von 1931
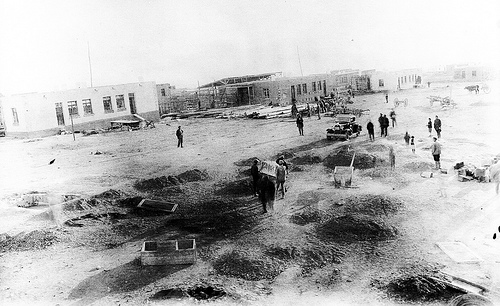
Errichtung der Siedlung in den 1930er Jahren
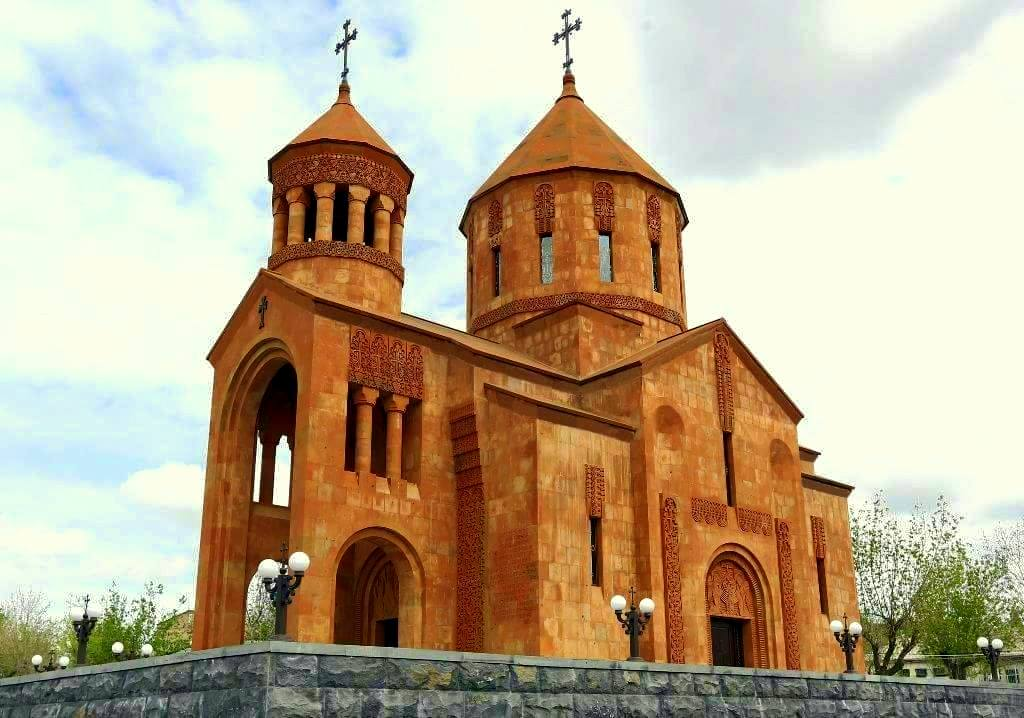
Kirche „Heilige Märtyrer“ (2015)
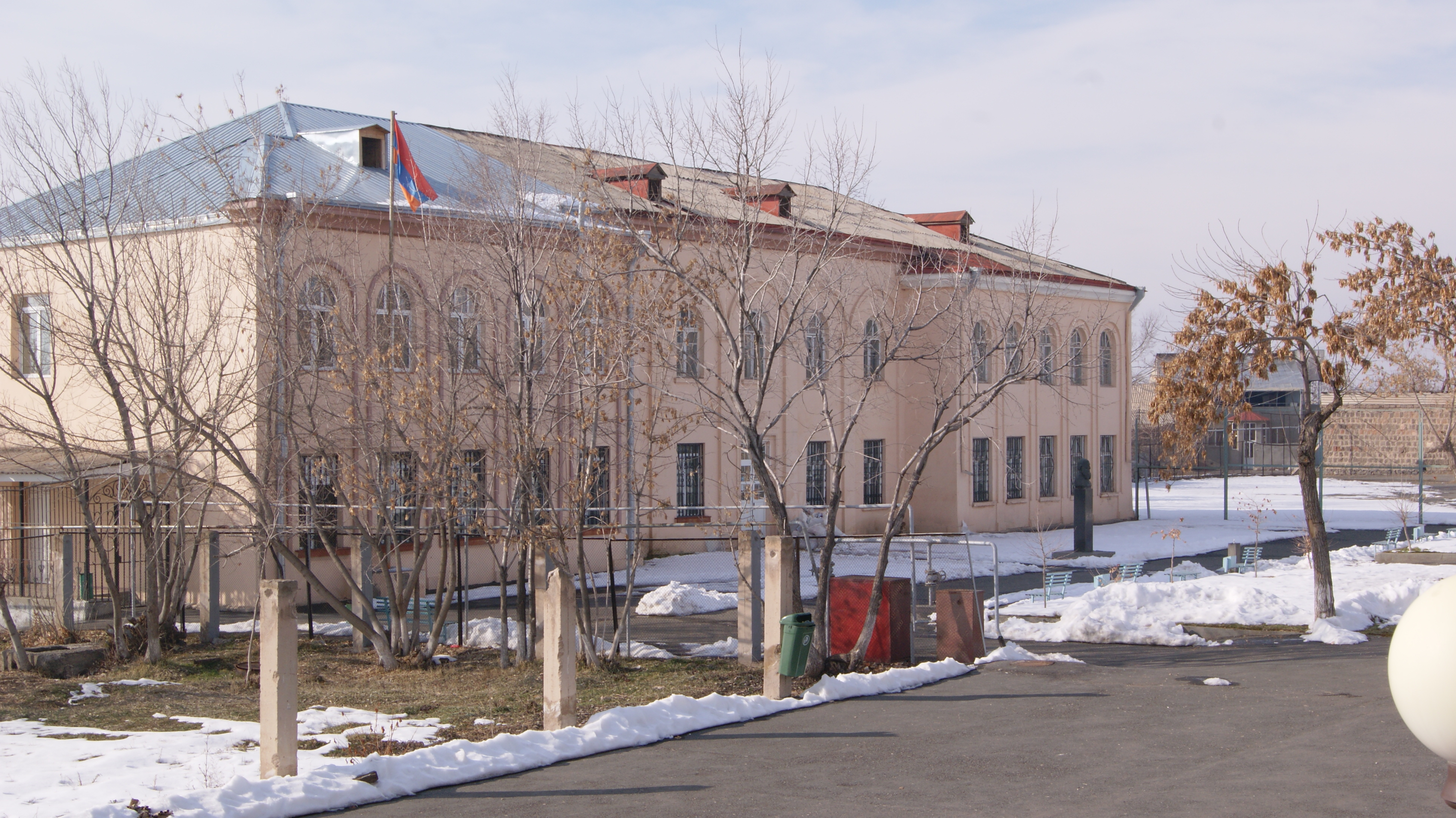
Ghewond Alischan-Schule (2016)
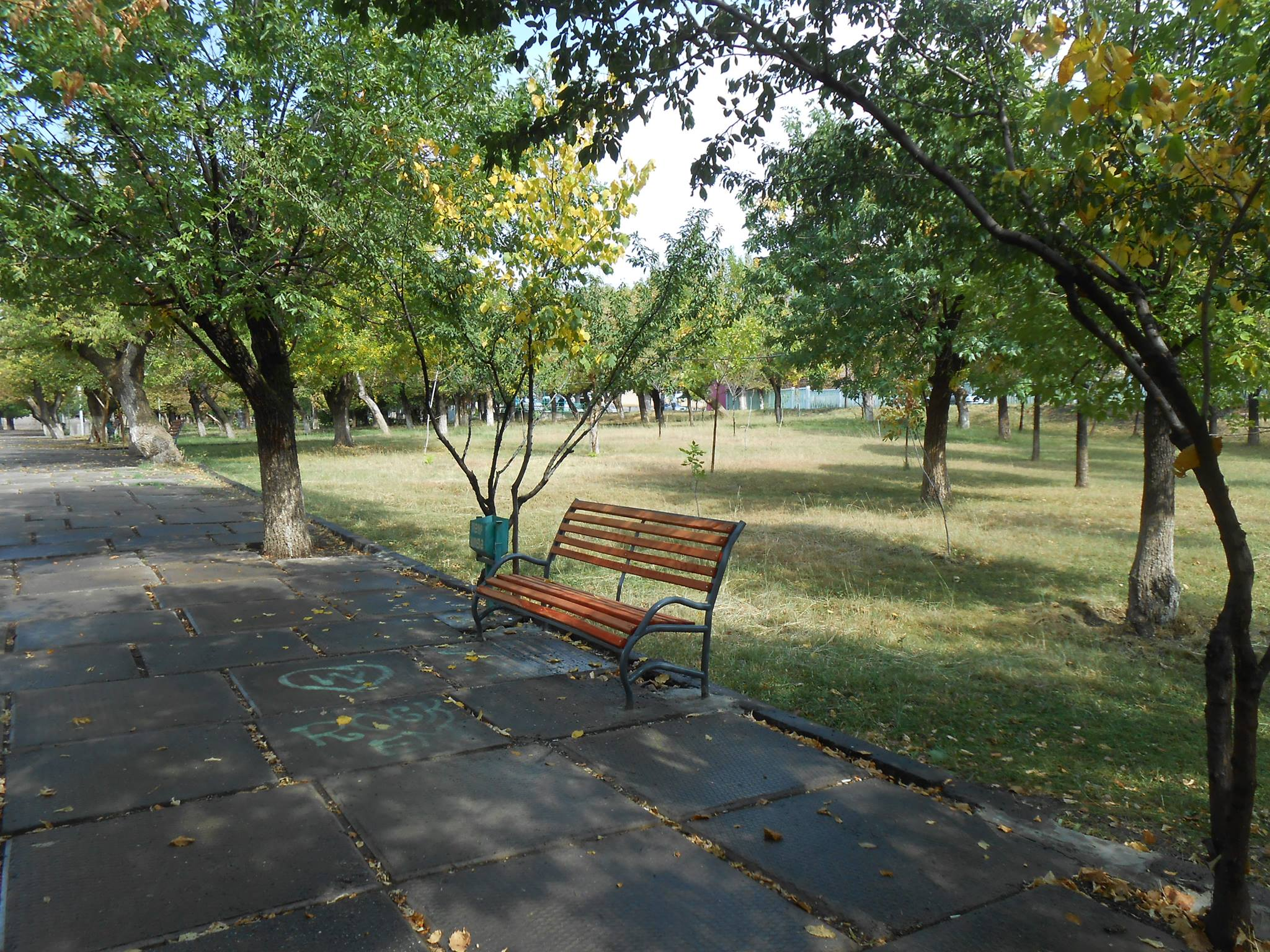
Zentralpark (2014)
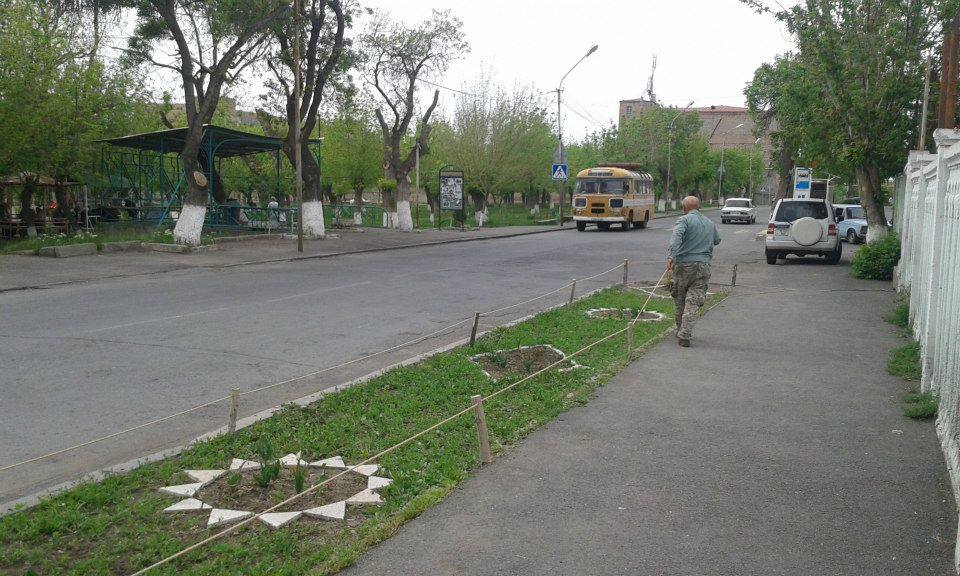
Hauptstraße (2014)
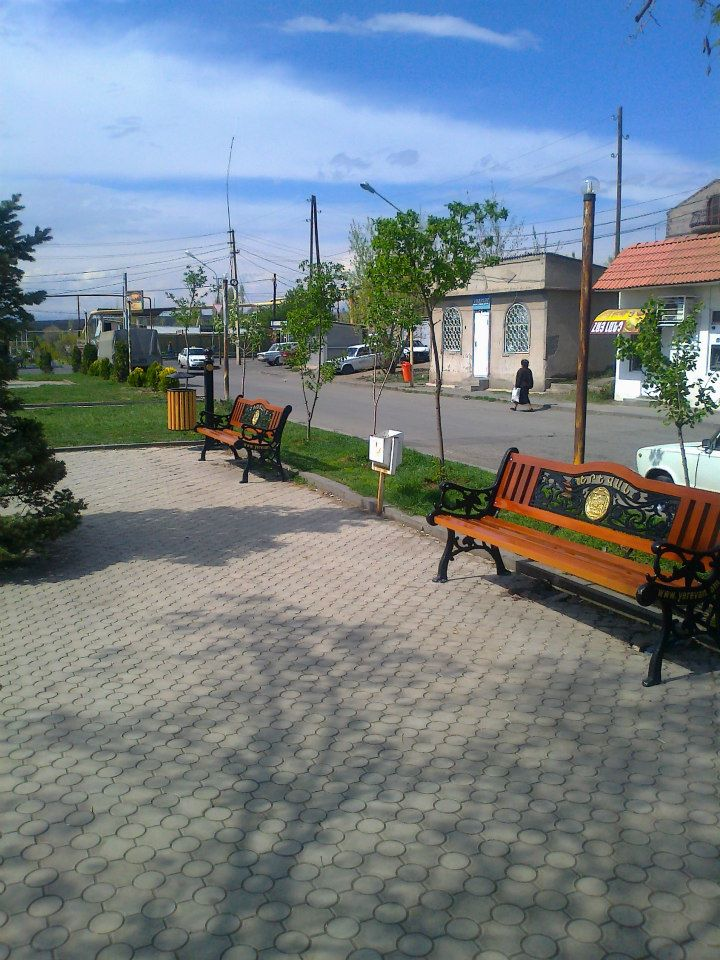
Nubar Nubarjan-Park (2014)
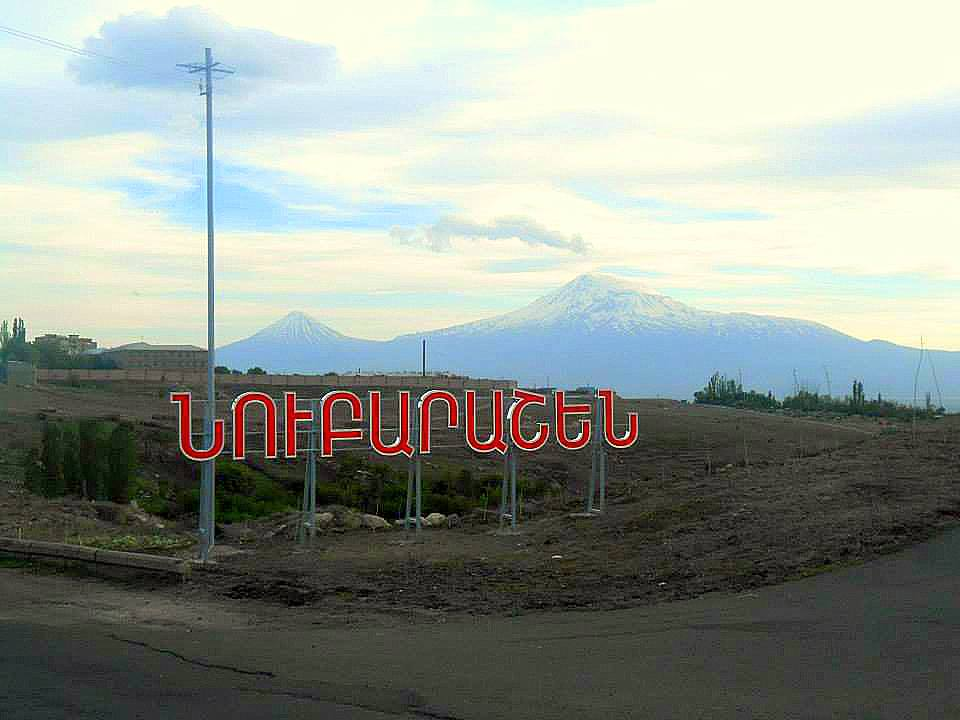
Nubaraschen-Ortsschild mit dem Berg Ararat im Hintergrund (2014)